# Stemloze glottale fricatief
De stemloze glottale fricatief is een klank die in het Internationaal Fonetisch Alfabet en in X-SAMPA  aangeduid wordt met h. De klank wordt meestal ingedeeld bij de medeklinkers, maar gedraagt zich soms ook als een klinker of als beide. 
De klank wordt ook wel een stemloze klinker genoemd. Mensen in wier moedertaal de klank niet voorkomt, hebben vaak moeite de klank uit te leren spreken.
Een voorbeeld van de klank is de h in het woord hallo.

## Kenmerken
- In sommige talen wordt de manier van articulatie fricatief genoemd, hoewel veel versies van de klank hier vanaf wijken.
- Het articulatiepunt is veelal glottaal, wat inhoudt dat de klank wordt gearticuleerd met de glottis.
- Het type articulatie is stemloos, wat wil zeggen dat de stembanden niet meetrillen bij het articuleren van de klank.
- Het is een orale medeklinker, wat wil zeggen dat de lucht door de mond naar buiten stroomt.
- Omdat de klank wordt gearticuleerd vanuit de keel zonder hulp van een onderdeel in de mond, is onderverdeling bij de laterale of centrale medeklinkers niet van toepassing.
- Het luchtstroommechanisme is pulmonisch-egressief, wat wil zeggen dat lucht uit de longen gestuwd wordt, in plaats van uit de glottis of de mond.

Deze pagina bevat fonetische informatie in het IPA, die in sommige browsers mogelijk niet correct wordt weergegeven.
Waar symbolen in paren voorkomen, vertegenwoordigt het rechter teken een stemhebbende medeklinker. Gearceerde gebieden bevatten medeklinkers die worden beschouwd als onuitspreekbaar.
Zie ook: IPA, Klinkers